# پدرو کاماتا
پدرو کاماتا (انگلیسی: Pedro Kamata؛ زادهٔ ۶ سپتامبر ۱۹۸۱) بازیکن فوتبال اهل فرانسه است.
از باشگاه‌هایی که در آن بازی کرده‌است می‌توان به باشگاه فوتبال کلرمون فوت، باشگاه فوتبال باری، باشگاه فوتبال روبور سیه‌نا، باشگاه فوتبال خرونینگن، و باشگاه فوتبال اوسر اشاره کرد.
وی همچنین در تیم‌های ملی فوتبال زیر ۲۰ سال فرانسه و جمهوری دموکراتیک کنگو بازی کرده‌است.